# Dannie Abse
Daniel Abse, cunoscut mai mult ca Dannie Abse, (n. 22 septembrie 1923, Cardiff, Țara Galilor, Regatul Unit – d. 28 septembrie 2014, Londra, Anglia, Regatul Unit) a fost un poet și scriitor galez.

## Opera
Printre scrierile sale, putem enumera:
- 1968: Small Desperation. Poems
- 1973: Ash on Young Man's Sleeve
- 1986: Ask the Blody Horse
- 1992: White Coat, Purple Coat. Collected Poems
- 1993: Remembrance of Crimes Past: Poems